# Christelle Bulteau
Christelle Bulteau (Francia, 23 de julio de 1963) es una atleta francesa retirada especializada en la prueba de 60 m, en la que consiguió ser medallista de bronce mundial en pista cubierta en 1985.

## Carrera deportiva
En los Juegos Mundiales en Pista Cubierta de 1985 ganó la medalla de bronce en los 60 metros, con un tiempo de 7.34 segundos, tras la alemana Silke Gladisch y la británica Heather Oakes (plata con 7.21 segundos).